# Visão Científica de Desenvolvimento

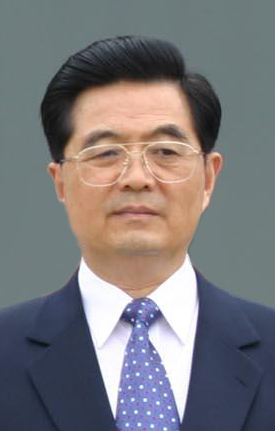
A Visão Científica de Desenvolvimento foi a teoria orientadora do Partido Comunista da China durante a era do líder Hu Jintao.

A Visão Científica de Desenvolvimento  (às vezes traduzido como conceito de desenvolvimento científico , ou como a perspectiva de desenvolvimento científico) é um dos princípios socioeconômicos orientadores do Partido Comunista da China. É a teoria central de Hu Jintao, antigo Presidente da República Popular China, em sua busca por criar uma "sociedade socialista harmoniosa".

## Visão geral
A teoria incorpora o socialismo científico, o desenvolvimento sustentável, a ideia de bem-estar social e de uma sociedade humanista, o aumento da democracia e, em última análise, a criação de uma Sociedade Socialista Harmoniosa. De acordo com declarações oficiais do Partido, o conceito pretende integrar "o marxismo com a realidade da China contemporânea e com as características particulares de nossos tempos, e incorpora plenamente a visão de mundo marxista e a metodologia para o desenvolvimento".
Os dois principais temas da Visão Científica de Desenvolvimentos são que "as pessoas são a base" e que o desenvolvimento da China deve ser "abrangente".

A ideologia é reconhecida pelos observadores como uma resposta à lacuna ideológica causada pelos problemas sociais que resultaram das políticas de reforma e abertura econômica da China. A teoria é atribuída ao ex-líder da China Hu Jintao e sua administração, que estiveram no poder de 2002 a 2012. Foi incorporado à ideia do socialismo com características chinesas ratificada na constituição do Partido Comunista da China no 17º Congresso do Partido em outubro de 2007. É enaltecida pelo governo chinês como sendo uma ideologia sucessora e de extensão ao marxismo-leninismo, ao pensamento de Mao Zedong, à teoria de Deng Xiaoping e à Tríplice Representatividade .

## Contexto
Antes de Jiang Zemin deixar seu cargo de secretário-geral do Partido Comunista da China, a contribuição ideológica da "terceira geração de líderes" foi enraizada nas constituições do partido e do Estado em 2000, sob o nome de Tríplice Representatividade.
Hu Jintao, no inicio de sua administração, teve como um dos principais objetivos preencher o vácuo ideológico deixado pela liderança da China desde que as políticas orientadoras de Deng para o desenvolvimento econômico formaram uma lacuna conceitual com o marxismo-leninismo ortodoxo. Enquanto criou uma nova "classe média", bem como camadas superiores, o tamanho da população e as condições do povo denotavam que a maior parte da população ainda permanecia próxima de suas condições de vida originais, uma situação considerada indesejável e instável pela liderança nacional. Desse modo, o objetivo era discutir uma forma de abordar os problemas sociais cada vez mais sérios do país, assim como a crença generalizada na insustentabilidade social proveniente do aumento contínuo da desigualdade. Além disso, o foco não declarado no crescimento do PIB por parte dos governos locais estava começando a prejudicar o desenvolvimento social, levando também a números falsos e a diversos projetos de infraestrutura destinados exclusivamente a elevar o poder monetário. A conclusão foi a necessidade de uma nova campanha ideológica para alterar o foco da agenda oficial do Estado de "crescimento econômico" para "harmonia social". A ideia, embora não exatamente nos termos em que seria conhecida posteriormente, foi adotada pela Terceira Sessão Plenária do 16º Comitê Central, que se reuniu em Pequim de 11 a 14 de outubro de 2003. O secretário do Partido de Cantão, Zhang Dejiang, abraçou abertamente a ideia durante uma sessão provincial do partido.
Assim, Hu Jintao deu início à campanha em sua plena forma com um discurso no Congresso Nacional do Povo convocando para a construção de uma "Sociedade Socialista Harmoniosa". Ele resumiu sua concepção como o desenvolvimento "da democracia, do estado de direito, da justiça, da sinceridade, da amizade e da vitalidade", bem como uma melhor relação entre o povo e o governo e "entre homem e natureza", apontando também para a necessidade de uma harmonia ambiental.

### Comparação com outras ideologias
Também é provável que a ideia tenha sido uma tentativa de solidificar o status de Hu Jintao como líder político da China, já que todos os outros líderes tiveram uma ideologia associada a eles, a saber: Pensamento Mao Zedong, Teoria de Deng Xiaoping e a Tríplice Representatividade de Jiang. No entanto, o fato de que o conceito foi implementado durante o mandato de Hu, enquanto todas as outras ideologias foram implementadas após o término do mandato de cada líder, parece indicar que Hu tinha certa urgência para afirmar sua estatura política, provavelmente para abafar a crescente discordância com a Tríplice Representatividade e a significante redução do poder de Jiang.
A teoria foi um afastamento da Tríplice Representatividade de Jiang Zemin, buscando corrigir o crescimento desequilibrado que havia sido muito mais favorável às províncias costeiras mais ricas, negligenciando o interior chinês. Também dá mais ênfase às massas do que às elites, de acordo com David Shambaugh.
A ideologia também propõe ser muito mais democrática e baseada em direitos. Enquanto o Maoísmo era de natureza política e o Dengismo e o Jiangismo eram teorias econômicas, a Visão Científica de Desenvolvimento tinha como foco a questão social. O conceito reflete uma tendência dentro do Partido Comunista da China sob o governo Hu-Wen de se aprofundar em políticas e diretrizes de cunho mais populista. Por volta de 2005, Hu Jintao estava usando o conceito de Visão Científica de Desenvolvimento para abarcar uma ampla variedade de políticas que não tinham um tema unificador. Estas incluem: melhoria das áreas rurais, aceleração do crescimento econômico, uso mais eficiente dos recursos, etc.